# Ivan Rabuzin
Ivan Rabuzin (né le 27 mars 1921 à Kljuć (hr), mort le 18 décembre 2008 à Varaždin) est un artiste naïf croate depuis 1946.

## Biographie
Le père de Rabuzin était un mineur et Ivan était le sixième d'une fratrie de onze enfants. Ivan a exercé le métier de charpentier pendant plusieurs années jusqu'en 1956, lorsqu'il était âgé alors de 35 ans. Sa formation théorique artistique fut minime, mais sa première exposition se révéla un succès qui le fit changer de carrière pour devenir un peintre professionnel en 1962.
Parmi les peintures de Rabuzin on trouve notamment Avenue ainsi que Ma terre natale. Il était également engagé politiquement au sein de l'Union démocratique croate. De 1993 à 1999 il fut membre du parlement croate, dans les deuxième et troisième assemblées.
Il tenta également un percée dans le design industriel dans les années 1970 en décorant une série de services de table de porcelaine de Timo Sarpaneva pour le fabricant allemand Rosenthal.
Rabuzin meurt le 18 décembre 2008 dans un hôpital de Zagreb en Croatie vers 14h .